# Memphis Slim, U.S.A.
Memphis Slim, U.S.A. — студійний альбом американського блюзового піаніста Мемфіса Сліма, випущений 1961 року лейблом Candid.

## Опис
Другий альбом блюзового піаніста Мемфіса Сліма на Candid (дочірньому лейблі Cadence), був записаний 16 січня 1961 на тій же сесії, що і попередній його альбом Memphis Slim's Tribute To Big Bill Broonzy, Leroy Carr, Cow Cow Davenport, Curtis Jones, Jazz Gillum (1961). Склад учасників залишився тим самим, окрім Сліма (фортепіано, вокал) тут Джаз Гіллум (губна гармоніка, вокал) і Арбі Стідгем (гітара, вокал). Усі композиції були написані Слімом, окрім «John Henry» (народна, аранжування Сліма).

## Список композицій
1. «Born With the Blues» (Пітер Четмен) — 3:37
2. «Just Let Me Be» (Пітер Четмен) — 3:44
3. «Red Haired Boogie» (Пітер Четмен) — 4:22
4. «Blue and Disgusted» (Пітер Четмен) — 3:40
5. «New Key to the Highway» (Пітер Четмен) — 2:46
6. «I'd Take Her to Chicago» (Пітер Четмен) — 2:03
7. «Harlem Bound» (Пітер Четмен) — 3:12
8. «El Capitan» (Пітер Четмен) — 3:00
9. «I Just Landed in Your Town» (Пітер Четмен) — 3:46
10. «John Henry» (народна) — 2:21
11. «I Believe I'll Settle Down» (Пітер Четмен) — 3:55
12. «Bad Luck and Troubles» (Пітер Четмен) — 3:41
13. «Late Afternoon Blues» (народна; аранж. Пітер Четмен) — 4:38
14. «Memphis Slim, U.S.A.» (Пітер Четмен) — 2:55

## Учасники запису
- Мемфіс Слім — фортепіано, вокал
- Джаз Гіллум — губна гармоніка, вокал
- Арбі Стідгем — гітара, вокал

Технічний персонал
- Нет Гентофф — інженер